# Langstaartpurperspreeuw
De Langstaartpurperspreeuw (Aplonis magna) is een vogelsoort uit de familie Sturnidae.

## Verspreiding en leefgebied
Deze soort is endemisch op de Schouteneilanden van Indonesië en telt twee ondersoorten:
- A. m. magna: Biak.
- A. m. brevicauda: Numfor.